# Conca Casale
Conca Casale ist eine italienische Gemeinde (comune) in der Provinz Isernia in der Region Molise im Apennin mit 162 Einwohnern (Stand 31. Dezember 2023). Die Gemeinde liegt etwa 21,5 Kilometer westsüdwestlich von Isernia und grenzt unmittelbar an die Provinz Frosinone.